# Contea di Walla Walla
La contea di Walla Walla (in inglese Walla Walla County) è una contea dello Stato di Washington, negli Stati Uniti. La popolazione al censimento del 2000 era di 55 180 abitanti. Il capoluogo di contea è Walla Walla.

## Geografia
La contea si trova nel sud-ovest dello Stato, al confine con l'Oregon. Il fiume Snake forma il confine nord-ovest, mentre quello ovest dal Columbia. La parte occidentale ospita praterie e colline, mentre a est diventa più montuosa verso le Blue Mountains. I fiumi Walla Walla e Touchet scorrono nella contea. Si trova anche la foresta nazionale di Umatilla.

### Contee confinanti
- Contea di Franklin - nord
- Contea di Columbia - est
- Contea di Umatilla (Oregon) - sud
- Contea di Benton - ovest

## Storia
La contea fu creata nel 1854 da parte della contea di Skamania e fu chiamata come la tribù di nativi locale, i Walla Walla.

## Comuni

### Cities
- College Place
- Prescott
- Waitsburg
- Walla Walla (capoluogo)

### Census-designated places
- Burbank
- Dixie
- Garrett
- Touchet
- Walla Walla East
- Wallula